# Megastomatohyla pellita
Espèce
Synonymes
- Hyla pellita Duellman, 1968

Statut de conservation UICN

 CR A2ace : 
En danger critique
Megastomatohyla pellita est une espèce d'amphibiens de la famille des Hylidae.

## Répartition
Cette espèce est endémique du Sud de l'État d'Oaxaca au Mexique. Elle se rencontre entre 1 230 et 1 675 m d'altitude sur le versant Pacifique de la sierra Madre del Sur aux environs de San Gabriel Mixtepec et de San Mateo Río Hondo.

## Publication originale
- Duellman, 1968 : Description of New Hylid Frogs From Mexico and Central America. University of Kansas publications, Museum of Natural History, vol. 17, no 13, p. 559-578 (texte intégral).